# Діоген Сінопський

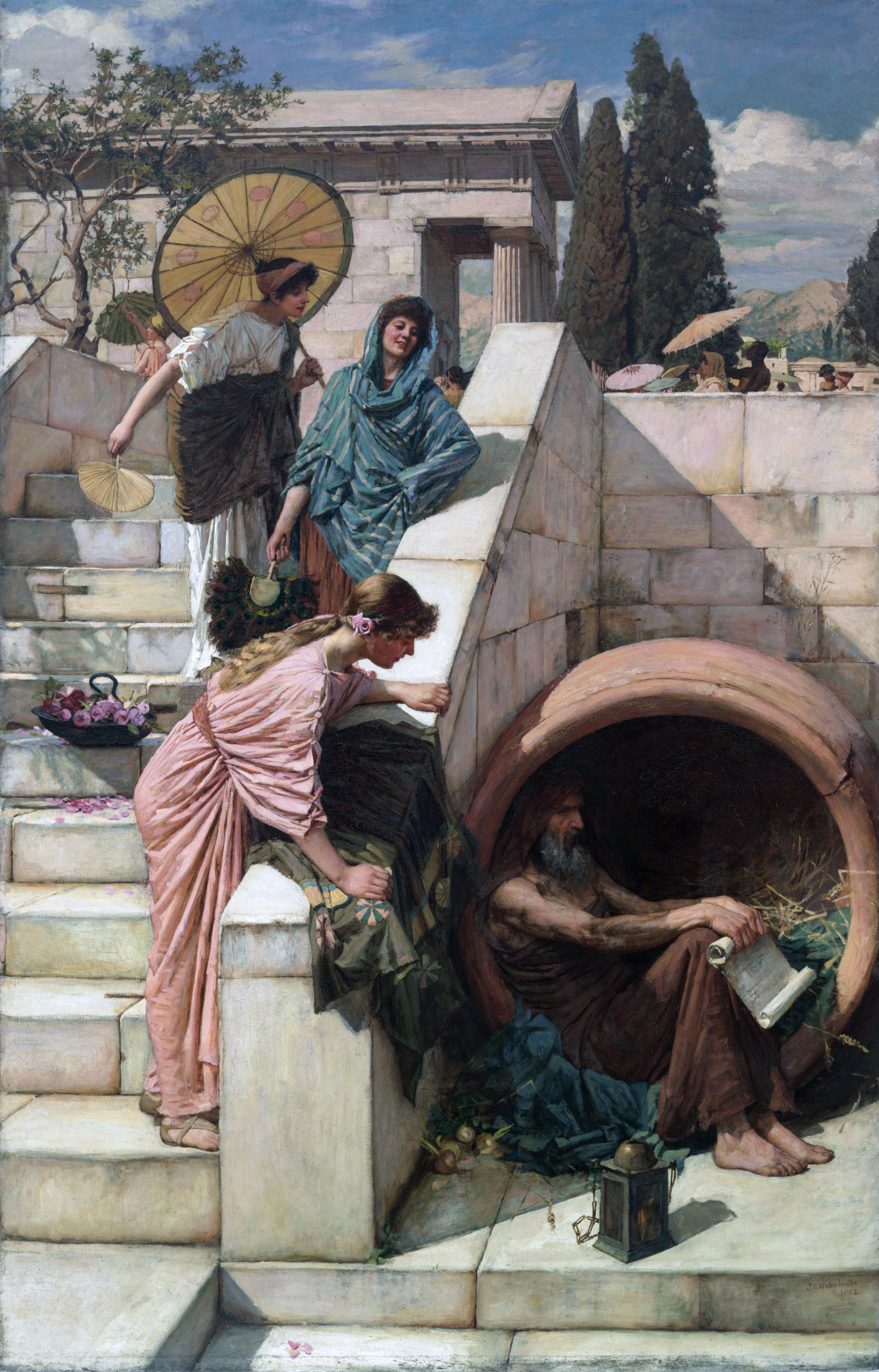
Діоген у бочці. Джон Вільям Вотергаус, 1882 рік.

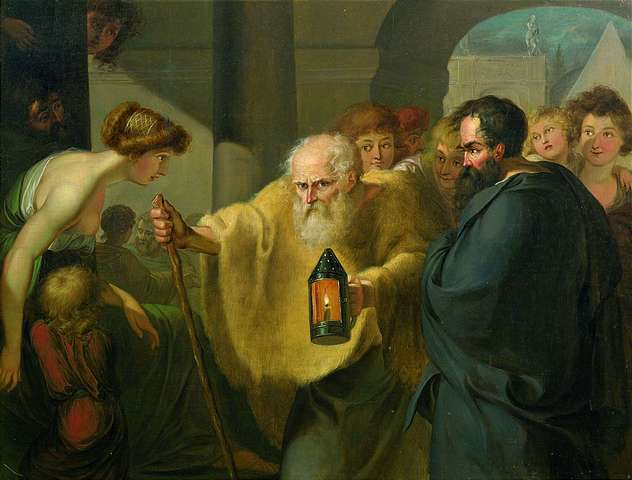
Діоген у пошуках людини. Йоганн Генріх Вільгельм Тішбайн, 1780-ті роки.

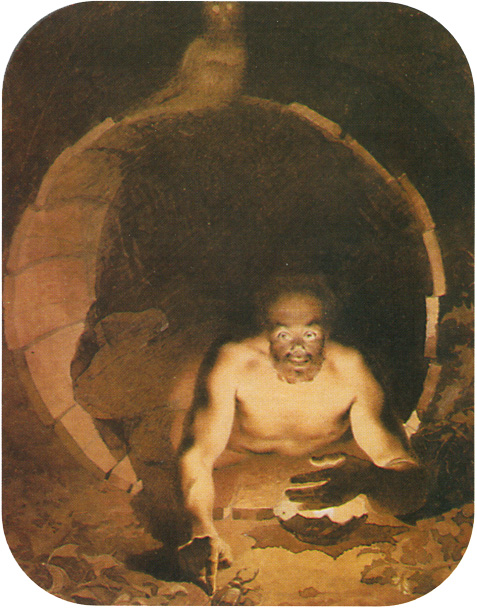
Діоген на малюнку Тараса Шевченка

Діоген Сінопський (дав.-гр. Διογένης ὁ Σινωπεύς, близько 404 до н. е. або 411 до н. е., Сіноп — 322 до н. е., Коринф) — давньогрецький філософ-кінік.

## Життєпис
Родом із Сінопи. Легенда розповідає, що Діогену довелося покинути батьківщину через участь у фабрикації фальшивих грошей. Кінічна апологетична традиція пов'язує скандальну розповідь про «перекарбовування монет» з отриманою Діогеном від дельфійського оракула настановою: «перекарбовуй монету!», яку спочатку він зрозумів буквально, а потім в переносному сенсі (переоцінюй поширені думки). Цю версію підтримував Евбулід з Мілету, Максим Тірський (XXXV, 5-6), Діоген Лаертський (VI, 71), Юліан (VI, 188) та інші. Вигнаний з Сінопи Діоген опинився в Афінах. З ним туди прибув його раб на ім'я Манес, якого Діоген, ставши кініком, незабаром відпустив. Згідно з Аристотелем, в 330 р. до н.е  Діоген був уже добре відомий в Афінах. Коли помер Антисфен, Діогену було, мабуть, років п'ятдесят. В Афіни він міг потрапити в 390—385 рр. до н. е.
Більшу частину життя провів на міському звалищі поблизу Коринфа. За помешкання йому слугував піфос. Учень засновника кінізму філософа Антисфена. Творів не писав і зажив слави передусім завдяки притчам та висловлюванням, якими супроводжував нестандартні, із загальнозвичного погляду, ситуації у своєму житті.
Усі відомості про життя та погляди Діогена Сінопського взято з анекдотів про нього, опублікованих
у книжці Діогена Лаертського «Про життя, вчення і вислови славетних філософів».
Антисфен закликав до боротьби з будь-якими формами конформізму та забобонами і міфами сучасного йому суспільства, критикував, «кусав» існуючий лад, ідеалізував життя пауперів. Діоген прагнув втілити принципи вчителя на ділі, перетворитися на їхню живу модель. Успадкувавши вчення Антисфена, Діоген вів ще більш ригористичний і підкреслено аскетичний спосіб життя. Діоген, як стверджує легенда, навіть докоряв вчителю за те, що той відступає від власних вимог, і називав його «трубою, яка не чує власного призову». Крайності Діогена дали йому прізвисько "божевільного Сократа". Він був всім відомим, і Арістотель називав його просто «собакою».
Сучасник Діогена Теофраст передавав, що той вважав для себе найкращим вбрання бідного волоцюги. Завдяки прикладу Діогена плат, торбинка і посох стали символами приналежності до рядів кініків. Він носив ці речі з гордістю бідняка, який зневажає розкіш багатіїв, нажиту на чужому горбу, і задовольняється усвідомленням своєї чесності. Діоген носив бороду, щоб не змінювати вигляду, даного йому природою.
Доля зіштовхувала Діогена з багатьма знаменитостями його часу — Платоном, Евклідом, Арістіппом, Демосфеном, Філіпом і Александром Македонським, Пердіккою тощо. Однак не всі подробиці цих зустрічей достовірні, іноді вони є легендою, яку творили кініки і стоїки. У всіх зіткненнях з найпотужнішими противниками Діоген демонструє свою правоту і духовну вищість. Пригнобленим і безправним імпонували такі розповіді, де жебрак Діоген гостро висміював уявне щастя багатіїв. Бесіди Платона він вважав марнуванням часу, всі розповіді та анекдоти зображають цих двох філософів незмінно ворожими один одному. Єдине, що цінував Діоген у творіннях Платона, це їхню «золоту мову». Не жалував він й інших філософів. Користуючись грою слів, улюбленої всіма кініками, «школу» Евкліда (schole) він перейменував у «жовч» (chole). Знаменита зустріч філософа з Александром Македонським, яка сталася в Коринфі, неодноразово використовувалася кінічною пропагандою, аби показати істинного царя (кініка) та уявного (Александра), який не в змозі опанувати навіть самого себе.

## Особистість
Протягом століть образ Діогена настільки обріс легендами, що відокремити правду від вигадки, апокрифи від дійсності майже неможливо. Біографічні джерела сповнені іноді нерозв'язних протиріч. Так вигляд Діогена змінювався в часі, відображаючи ідеологічні зрушення: він набував то більш аскетичні та радикальні риси, то його наділяли далі гедоністичними слабкостями в дусі Біона.
Діоген був людиною, яку сьогодні назвали б вигнанцем. Він не переймався пошуком роботи й не мав власного майна та постійного місця проживання. І тому він ночував у храмах, у славетній бочці-піфосі. Замість матраца він підкладав собі листя — єдиний натяк на комфорт. Він носив старого поношеного плаща, спирався на ціпок, за плечима носив невеликий мішок із усім найпотрібнішим. Згадували такий випадок: він побачив, як хлопчики п'ють воду з річки просто з рук. Діоген був спантеличений: «Потреби дитини — і то менші від моїх!». Він викинув свій кубок, вважаючи, що той йому більше не потрібний. 
Діоген вважав, що природа обдарувала людину всім, що їй треба. Тому зовсім не вважав себе бідняком. Він доводив, що все належить філософам: «Усі речі належать богам. Мудреці — це друзі богів. І оскільки між друзями все спільне, усі речі світу належать філософам».
Проте Діоген не уникав людей. Навпаки, він користався кожною нагодою говорити з народом — і йому було що сказати. Слави зажила його критика традицій та дурниць. Він критикував людей незалежно від того, хотіли вони слухати його чи ні. Якщо він починав полемізувати — на нього звертали увагу всі. Можна тільки дивуватись, як його не побили батогами чи не судили. Адже під його критику потрапляли багатії та впливові люди, навіть міфологізовані герої легенд. Наприклад, греки ставилися до міфу про Едіпа як до великої трагедії. А Діоген сміявся з неї, вважаючи головного героя слабким. Греків це шокувало. Проте були й більш разючі речі. Діоген вважав канібалізм природною справою, проте сам до цього не опускався.
Діогеновою метою була «шокова терапія». За її допомогою він змушував людей думати. Діоген шокував своєю поведінкою й дуже відомих людей. Наприклад Александр Македонський, дізнавшись про славетного філософа, дозволив Діогенові побажати будь-чого. І тоді Діоген відповів йому: «Відійди, ти заступаєш мені сонце!» Зіркам Олімпійських ігор також діставалося від Діогена. Якось він спитав у переможця: «За що ти отримав вінок переможця?». Атлет гордо відповів: «За те, що я переміг у поєдинку з найсильнішими людьми Греції!» — «Найсильнішими? Навряд! Якби вони були сильніші за тебе, то ти б їх не подолав». — «Добре, я отримав перемогу над рівними мені в боротьбі». — «Так-так. Але якщо ти їх переміг, отже, ви все ж таки були нерівні». Атлет погодився. На це Діоген розсміявся: «І ти радієш тому, що переміг слабшого. Це кожен зможе!»
Діоген сміявся просто з усіх. Його навіть прозвали собакою. Грецькою «собака» — kynikos — звідси й походить слово «цинік».

### Смерть
Діогенів цинізм не пощадив навіть його смерті. Існує цілих п'ять версій обставин смерті Діогена. Одна з них свідчить що помираючи, він сказав, аби його тіло викинули в поле — аби дикі звірі з'їли його. Біографи розповідають, що Діоген помер у Коринфі у віці 90 років (там же, 76) і був похований біля Істмійских воріт, де жителі поставили йому пам'ятник з пароського мармуру, який являв собою колону, на маківці якої стояла статуя собаки. На пам'ятнику був надпис: «Час поточить і камінь, і бронзу, але твої слова, Діогене, житимуть вічно.» Втім, за іншою версією смерть мудреця настала в Афінах.

## Погляди

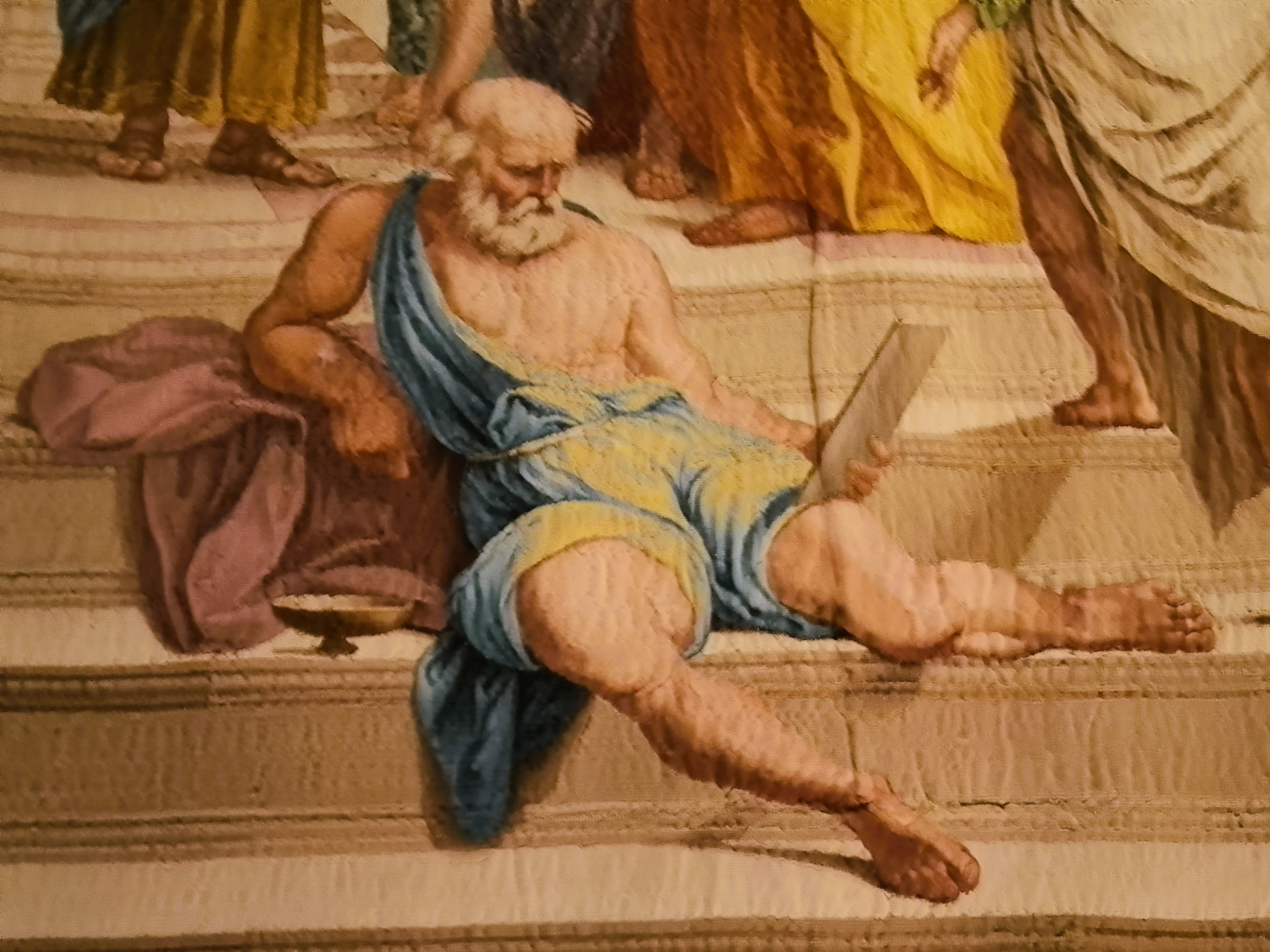
Діоген. Фрагмент гобелену «Афінська школа»

Відповідно до кінічного принципу — «жити згідно з природою» — Діоген відмовився від будь-яких узвичаєних людських форм існування: житла, посуду, одягу (пробував навіть їсти не приготовану їжу, але не зміг перетравити сире м'ясо); це було здійсненням на практиці радикальної позиції, за якою треба знищити людську цивілізацію та культуру й повернути людей до «природного» досоціального стану. Практика спрощення в європейській традиції бере початок саме від Діогена. У загальнометафізичному плані Діогенові погляди тотожні поглядам Антисфена та інших кініків: має право на існування тільки те, що відповідає природі; всі людські установлення надлишкові та шкідливі; треба відмовитися від будь-якого придбавання, бо лише така відмова робить людину вільною; не можна дозволяти собі насолод, треба лишатися байдужим до будь-яких спокус. Попри відверту асоціальність, сучасники поважали Діогена, і разом із Сократом Діоген за античних часів був взірцем мудреця.
В області політики він ввів поняття космополітизму, проповідував спільність дружин і дітей, заперечував необхідність сім'ї та шлюбу. В образі життя він посилив аскетичний елемент, властивий вже Антисфену. Зводячи свої потреби до мінімуму, Діоген втілював в життя вимоги автаркії, «самовдоволення». Прямолінійно сприймаючи антитезу «природа — закон», він іноді доходив до крайності в своїй повчально-навмисній безсоромності, навіть якщо вважати розповіді про нього сильно перебільшеними.

## Слід в історії
Про Діогена розповідали багато легенд. Буцімто він посеред дня ходив по Агорі з ліхтарем і казав, що шукає (справжню) Людину.
Щодо зустрічі з Александром Македонським, то історики твердять, що ці два видатні історичні діячі так і не зрозуміли один одного. Александр Македонський поділився з Діогеном своїми планами підкорення Індії. Діоген натомість відказав, що нічого доброго, окрім гарячки, він в Індії не здобуде. А йоги й подібні факіри — то взагалі гидота. Діоген навіть запропонував Македонському залягти в сусідньому піфосі. Александр не погодився і поскакав «визволяти» Індію. А дарма. Сталося так, як казав Діоген. Александр Македонський помер після походу в Індію ймовірно від малярії, яка перебігає з гарячкою.
Коли, бувши у вигнанні в Афінах, Діоген дізнався, про те, що Платон стверджує, нібито людина — то є тварина на двох ногах, що позбавлена пір'я, він буцімто приніс йому в Академію обскубаного півня й сказав: «Ось твоя людина!».

## Пізніші оцінки
Ось характеристика, Діогена Синопського від Ф. Сейера: "Він втратив громадянство на батьківщині й не придбав його ні в Афінах, ні в Коринті. Це була людина без батьківщини. Він користувався поганою славою через злочин, скоєний в юності, і його непохитну поведінку. … Він не створив філософської системи, але мав добре підвішений язик і серйозні дискусії вів, мабуть, за допомогою дотепності та жартів. Домінуюча риса характеру Діогена — лінь. Він готовий швидше відчувати незручності і бідність, ніж ворухнути пальцем для придбання благ і майна відповідно до своїх потреб "